# Rabanera del Campo
Rabanera del Campo es una localidad y también una entidad local menor española perteneciente al municipio de Cubo de la Solana, en la provincia de Soria, Comunidad Autónoma de Castilla y León.
Forma parte también del partido judicial de Soria y de la Comarca de Soria.

## Geografía
Esta pequeña población de la comarca de Soria está ubicada en el centro de la provincia de Soria, al sur de la capital, en el valle del río Duero.

### Comunicaciones
Localidad situada en la carretera local SO-P-3001 que nos lleva, dirección norte, a Miranda de Duero (SO-P-3228) y hacia el sur a Cubo de la Solana (SO-P-3029) .

## Demografía
En el año 1981 contaba con 44 habitantes, concentrados en el núcleo principal, pasando a 16 en 2010, 9 varones y 7 mujeres.
| Gráfica de evolución demográfica de Rabanera del Campo entre 2000 y 2010                         |
|                                                                                                  |
| Población de derecho (2000-2010) según los censos de población del INE a 1 de enero de cada año. |

## Historia
Lugar que durante la Edad Media perteneció a la Comunidad de Ciudad y Tierra de Soria formando parte del Sexmo de Lubia.
A la caída del Antiguo Régimen la localidad se constituye en municipio constitucional en la región de Castilla la Vieja que en el censo de 1842 contaba con 28 hogares y 114 vecinos, para posteriormente integrarse en Cubo de la Solana.